# Esquadrão Suicida
O Esquadrão Suicida (Suicide Squad) é um grupo fictício de anti-heróis que aparecem em quadrinhos americanos publicados pela DC Comics. A primeira versão do Esquadrão Suicida estreou em The Brave and the Bold #25 (setembro de 1959) e a segunda versão, mais moderna, criada por John Ostrander, estreou em Lendas #3 (janeiro de 1987). Onde uma das duas equipes salva o mundo de uma raça ameaçadora de selvagens.
A encarnação moderna do Esquadrão Suicida é uma equipe de vilões que realizam missões secretas em troca de penas de prisão reduzidas. O nome do Esquadrão Suicida faz alusão à natureza perigosa de suas missões. A equipe é baseada na Penitenciária Belle Reve sob a direção de Amanda Waller.
O grupo apareceu em várias adaptações, incluindo séries de televisão e um filme em destaque de 2016 epônimo.

## História de publicação
Destaque em The Brave and the Bold, o time original do Esquadrão Suicida incluiu Rick Flag Jr., sua namorada Karen Grace, Dr. Hugh Evans e Jess Bright. Esta equipe foi criada pelo escritor Robert Kanigher e pelo artista Ross Andru.
O Esquadrão Suicida foi revivido na minissérie Legends com o escritor John Ostrander no comando. O conceito renovado envolveu o governo que emprega um grupo de supervilões para realizar missões que foram suicidas, um conceito popular o bastante para uma série em andamento chamada simplesmente Suicide Squad. O esquadrão estava frequentemente emparelhado com outra agência governamental da DC, a Checkmate - culminando no cruzamento da Diretriz Janus.
Enquanto o pelotão é frequentemente descrito como tendo sucesso em suas missões, o fracasso ocasionalmente resultou. Ostrander comentou sobre como as histórias do Esquadrão, por vezes, propositadamente traziam personagens para serem mortos. O nome da equipe, Suicide Squad, se refere à ideia de que este grupo de personagens é enviado em missões perigosas e difíceis - missões suicidas.
Esquadrão Suicida (vol. 1) durou 66 edições, juntamente com uma Anual e uma especial (Patrulha do Destino e Esquadrão Suicida Especial # 1). Após o cancelamento da série em 1992, o Esquadrão passou a fazer várias aparições em títulos como Superboy, Hawk & Dove, Chase, e Adventures of Superman. 
Esquadrão Suicida (Vol. 2) foi publicado em 2001, escrito por Keith Giffen, com arte de Paco Medina. Embora o primeiro número da série incluísse um Esquadrão composto inteiramente de membros da Liga Injustiça de Giffen, a lista foi prontamente abatida, exceto por Grandes Desastres e Multi-Man. Estes desenvolvimentos alerta o Sgt. Rock, que agora está escrito no papel de líder do esquadrão, para recrutar novos membros - muitos dos quais morreram durante as missões que realizaram. 
Esquadrão Suicida (vol. 3) (inicialmente legendado por Raise the Flag nas solicitações de DC) foi uma minissérie de oito edições publicada em 2007. Apresentou o retorno do escritor John Ostrander, com arte de Javier Pina. A história se concentrou no retorno de Rick Flag Jr. e na formação de um novo Esquadrão com o objetivo de atacar uma corporação responsável pelo desenvolvimento de uma arma biológica mortal. [Carece de fontes?]
Esquadrão Suicida (vol. 4) estreou como parte da nova linha de lançamento de continuidade da DC Comics em 2011. O livro relançado foi escrito por Adam Glass, com arte de Federico Dallocchio e Ransom Getty. Amanda Waller mais uma vez dirige o grupo de bastidores; Deadshot, Harley Quinn e King Shark aparecem proeminentemente nesta versão do Esquadrão. Esta série foi concluída em 2014, com a edição # 30.
New Suicide Squad, foi lançado em julho de 2014. Escrito por Sean Ryan com arte de Jeremy Roberts, a nova série continua a apresentar Deadshot e Harley Quinn, com Deathstroke, Black Manta e Joker's Daughter adicionados à mistura.
Idade de prata
O Esquadrão estreou em The Brave and the Bold # 25; arte por Ross Andru.
fundo
O Esquadrão Suicida original apareceu em seis edições de The Brave and the Bold. [16] Embora essa encarnação inicial da equipe (criada pelo escritor Robert Kanigher e o artista Ross Andru) não tivesse os ornamentos de espionagem das equipes posteriores, ela estabeleceu grande parte do terreno para a história pessoal do líder do esquadrão Rick Flag Jr. A administradora da equipe, Amanda Waller, foi introduzida na minissérie Legends, [18] com a história original do Esquadrão da Era de Prata expandida em Secret Origins (vol. 2) # 14. 
Sinopse de enredo
O bravo e o negrito
Artigo principal: Os bravos e os ousados
O Esquadrão Suicida original aparece em O Bravo e o Negrito # 25. Os membros da equipe que aparecem na edição de estreia incluem o físico Jess Bright, o astrônomo Dr. Hugh Evans, Rick Flag Jr., o líder da equipe, e Karin Grace, médica de voo. Os personagens têm aparições de acompanhamento nas edições # 26, # 27 e # 37- # 39. A história introdutória da equipe mostra que eles foram chamados para lidar com um objeto superaquecido, em tons de vermelho, chamado de "Onda Vermelha", que estava indo em direção a um resort à beira-mar e fervendo o oceano ao longo do caminho. Eles viajam em um avião equipado com um laboratório de testes e análises. As aparências de acompanhamento mostram a equipe lidando com uma variedade de desafios: uma tempestade de meteoros (cuja radiação faz com que eles encolham); uma serpente gigante nos túneis do metrô de Paris e um monstro gigante que captura Karin e uma bomba nuclear. As edições # 38 e # 39 mostram a equipe encontrando dinossauros e encontrando o líder do Ciclope. 

## Lendas
Artigo principal: Lendas (quadrinhos)
No meio da tentativa de Darkseid de transformar a humanidade contra os super-heróis da Terra através de seu servo Glorious Godfrey, Amanda Waller atribui a liderança de Rick Flag Jr. de uma força-tarefa reformada X. Blockbuster, Tiger Bronze, Captain Boomerang, Deadshot e Enchantress compõem a Força-Tarefa X. A primeira missão da equipe é eliminar o Brimstone elemental de fogo de Darkseid; Blockbuster morre durante o conflito, e Deadshot leva a criatura para baixo com um rifle laser experimental. Waller rejeita o grupo, embora eles logo se reencontrem para resgatar o capitão Boomerang após Godfrey capturá-lo. 
Origens Secretas (vol. 2)
Artigo principal: Origens secretas
Durante a Segunda Guerra Mundial, um número de riffs do Exército é reunido em uma unidade altamente dispensável e, portanto, apelidada de Esquadrão Suicida (abreviado para Esquadrão Suicida). Várias dessas equipes existiram, mas sua história em quadrinhos é pouco registrada antes de Rick Flag, Sr. se tornar o líder da equipe (e mesmo assim, apenas algumas aventuras deste Esquadrão são mostradas). Após o término da guerra, a equipe (juntamente com o grupo Argent) é colocada sob a organização guarda-chuva da Força-Tarefa X. Após a morte de seu pai, Rick Flag Jr. lidera o grupo que aparece em The Brave and the Bold ( vol. 1). Um encontro mortal com um Yeti durante uma missão no Camboja termina com Evans e Bright mortos e envia Flag de volta para os Estados Unidos com uma ferida Karin Grace. Depois de um período com os Heróis Esquecidos, Flag é recrutado para o Esquadrão que Waller monta em Legends. 
"A Princess 'Story" de Secret Origins (vol. 2) # 28 lança luz sobre a origem do Nightshade, revelando que sua mãe veio da Terra dos Nightshades. Uma viagem malfadada para este mundo termina com a mãe de Nightshade morta e seu irmão raptado, e Nightshade passa os anos seguintes aprimorando seus poderes obscuros e construindo uma reputação como um combatente do crime. Ela cai com o rei Faraday no C.B.I .; Faraday eventualmente a apresenta a Amanda Waller, que concorda em ajudá-la a resgatar seu irmão, em troca da participação de Nightshade no Esquadrão.

## Outros Esquadrões Suicidas da Segunda Guerra Mundial
O Esquadrão de Origens Secretas da Segunda Guerra Mundial (vol. 2) # 14 era um meio de ligar o Esquadrão Suicida da Era de Prata ao Esquadrão Suicida da época da guerra (também chamado de Esquadrão Suicida) criado por Robert Kanigher para sua "A Guerra daquele Tempo". Esqueceu "contos nas páginas de Star Spangled War Stories. Este Esquadrão Suicida é descrito como um "equipamento secreto de Guarda-florestal" cujos membros foram treinados para enfrentar missões das quais não se esperava que os voluntários ordinários voltassem vivos. Não está claro se esta equipe é parte do moderno canhão Suicide Squad ou se o Esquadrão introduzido em Origens Secretas foi planejado como um substituto para eles na continuidade da DC.
Outra versão clássica do Esquadrão (Rick Flag, Karin Grace, Jess Bright e Dr. Hugh Evans) aparece na minissérie não canônica de 2004 DC: The New Frontier, de Darwyn Cooke. O grupo é mostrado brevemente realizando os tipos de missões perigosas pelas quais o Esquadrão é conhecido, e Flag eventualmente prepara Hal Jordan para a equipe para ajudar na preparação de um voo espacial tripulado para Marte. O teste do foguete experimental vai rapidamente para o sul e o grupo (sem Jordan) morre na explosão. 
Na continuidade da DC Comics Bombshells, o Esquadrão Suicida da Segunda Guerra Mundial é liderado por por Francine Charles e consiste em Killer Croc, Enchantress, Rose Wilson e Barbara Gordon (que neste cenário é um vampiro).

## Modus Operandi
Criminosos condenados de alta perigosidade realizam missões impossíveis, em troca de liberdade. Todos que aceitem o convite de trabalhar no Esquadrão Suicida, ou se alistaram por conta própria, sempre que forem requisitados, devem trabalhar a serviço do Governo dos EUA e da O.N.U.. Mas, lembrem-se, as missões do Esquadrão são um convite para o suicídio. Em todas missões, alguém pode morrer. Mas morrerá pelo seu país.

## As equipes
O primeiro Esquadrão Suicida teve sua primeira aventura em The Brave and the Bold #25 (1959), era o nome informal de um pelotão durante a Segunda Guerra Mundial que reunia criminosos dispostos à lutar pelo seu país e guerrearem ao lado de soldados. Fundado por Capt. Richard Rogers Flag Sr., Dr. Hugh Evans, Jess Bright e Karin Grace, em 1940.
A segunda formação primeira aventura em Legends #3 (1986). Ao contrário de seus antecessores que usavam apenas criminosos comuns em suas missões, esta outra formação reúne os supervilões da DC Comics. O segundo grupo ficou sob o comando de Amanda Waller, Rick Flag e do veterano de Segunda Guerra Mundial, General Frank Rock.

## Missões

### Missão 1
Legends #1: Surge a Força Tarefa X. Coronel Rick Flag se apresenta à Amanda Waller no Pentágono.
Legends #2: Coronel Flag e Tigre de Bronze recrutam Floyd Lawton, o Pistoleiro, na prisão da Ilha Riker.
Legends #3: O Esquadrão Suicida (formado por Rick Flag, Tigre de Bronze, Pistoleiro, Capitão Bumerangue, Magia e Arrasa-Quarteirão) enfrenta Enxofre no Monte Rushmore. Morre Arrasa-Quarteirão.
Legends #4: Ao fim da missão, apenas Capitão Bumerangue deixa o grupo.
Legends #5: Amanda Waller envia o Esquadrão para capturar ou eliminar o Capitão Bumerangue antes que ele revele a existência da equipe ao mundo.
Legends #6: Rick Flag impede o Pistoleiro de matar o Capitão Bumerangue. Tigre de Bronze é dominado mentalmente por G. Gordon Godfrey, o Glorioso Godfrey, enquanto o resto do Esquadrão resgata o Capitão. Godfrey é derrotado pelos heróis, que acabam formando uma nova Liga da Justiça, e Tigre de Bronze volta para sua equipe, que desaparece do local rapidamente.

### Missão 2
Suicide Squad #1: Vicki Vale entrevista John Economos, diretor da Prisão Federal de Belle Reve em Louisiana, sede do Esquadrão Suicida. Conhecemos Flo Crowly, Dr. Simon LaGrieve, Dra. Marnie Herrs, Briscoe e Dra. Karin Grace, membros da equipe de apoio.
O Esquadrão Suicida (formado pelo Coronel Flag, Tigre de Bronze, Pistoleiro, Capitão Bumerangue, Magia, Plastique e Verme Mental) parte para enfrentar e destruir o Jihad, grupo terrorista meta-humano que planeja atacar os Estados Unidos. O Jihad é formado por Rustam, Djinn, Manticore, Jaculi, Quimera e Ravan. A sede do Jihad chama-se Jotunhein e o presidente do Qurac, Marlo, e seu guarda-costas, Mushtaq, também devem ser eliminados.
Suicide Squad #2: O Esquadrão chega ao Qurac e é recepcionado por Quimera, na verdade Sombra da Noite, agente da Força Tarefa X infiltrada no Jihad. A equipe se divide: Plastique tenta trair o grupo mas descobre que Mushtaq é na verdade Nêmesis, outro agente infiltrado. Verme Mental enfrenta o exército do Qurac. Sombra da Noite não consegue capturar o presidente Marlo ao ser atingida por Plastique. Nêmesis abate Plastique. Flag enfrenta Rustam, mas o deixa escapar. Capitão Bumerangue mata Jaculi. Tigre de Bronze parte a coluna vertebral de Ravan, deixando-o paralítico. O Pistoleiro vence Manticore e Magia destrói Djinn. Rustam mata Verme Mental na frente do Capitão Bumerangue, que não faz nada para impedir. Briscoe, pilotando o helicóptero Sheba, resgata a equipe, que parte com Sombra da Noite e Plastique feridas e sem Verme Mental.

### Missão 3
Suicide Squad #3: Darkseid envia as Fúria Femininas para resgatar o Glorioso Godfrey da prisão de Belle Reve (o soberano de Apokolips queria puni-lo pessoalmente depois de sua tentativa de trai-lo na minissérie Lendas. Plastique sofre lavagem cerebral para esquecer qualquer coisa relacionada ao Esquadrão. Amanda Waller discute com Flag, Sombra da Noite e Nêmesis. Os três, aliados ao Tigre de Bronze e aos guardas da prisão, enfrentam as Fúrias Femininas, que conseguem resgatar Godfrey mas Lashina, a líder das Fúrias, é traída por Bernadeth, sua subordinada, e não consegue voltar para Apokolips. Seu paradeiro torna-se desconhecido.

### Missão 4
Suicide Squad #4: W. James Heller fundou uma organização racista chamada Império Ariano. Secretamente, ele age como o herói Guilherme Hell que só prende criminosos negros, asiáticos ou latinos, sempre liberando os brancos. A missão do Esquadrão (formado pelo Coronel Flag, Tigre de Bronze, Sombra da Noite, Magia, Pistoleiro, Capitão Bumerangue e Cronos) é expor a identidade secreta de Guilherme Hell e desacreditá-lo perante o público. Missão realizada com sucesso graças à Orquídea Negra que havia se infiltrado no Império Ariano e forneceu todas as informações necessárias para o Esquadrão elaborar seu plano de ação.

### Missão 5
Fury of Firestorm #64: Nuclear quer acabar com o arsenal atômico no mundo todo e o Esquadrão (formado pelo Coronel Flag, Pistoleiro, Capitão Bumerangue, Nevasca, Multiplex, Amarra e Parasita) é enviado para capturá-lo. Mas outro grupo também decide deter Nuclear: A Liga da Justiça.
Fury of Firestorm Annual #5: O Esquadrão Suicida enfrenta a Liga da Justiça. O Parasita mata Multiplex e Nuclear consegue escapar.

### Missão 6
Suicide Squad #5: Zoya Trigorin, uma escritora russa aprisionada injustamente, precisa ser libertada e o Esquadrão (formado pelo Coronel Flag, Tigre de Bronze, Sombra da Noite, Nêmesis, Pistoleiro, Magia e O Pingüim) parte para a União Soviética. Na prisão, descobrem que Zoya não quer ser libertada e a equipe é descoberta.
Suicide Squad #6: O grupo enfrenta os guardas da prisão soviética e foge levando Zoya, tendo que atravessar o país para chegar à Embaixada Americana. Uma vez lá, recebem um ultimato de Leonard Twilliby, subsecretário do embaixador: O Esquadrão tem trinta minutos para decidir entre entregar-se às autoridades russas ou serem entregues pelo próprio embaixador.
Suicide Squad #7: Tigre de Bronze, que estava na embaixaa o tempo todo, pede ajuda à Belle Reve enquanto o resto da equipe foge do local. O grupo tem que enfrentar os Heróis do Povo (grupo soviético formado por Foice, Martelo, Pravda, Molotov e Bolshoi). Tigre de Bronze chega em tempo de ajudar seus colegas com os reforços de Orquídea Negra, Capitão Bumerangue e Briscoe. O Esquadrão consegue escapar, mas Zoya Trigorin morre e Nêmesis é capturado.

### Pausa entre missões 1
Suicide Squad #8: O Dr. LaGrieve faz um registro psicológico do Esquadrão. Amanda Waller confronta Dexter Tolliver, contato da equipe no Conselho de Segurança Nacional, responsável por libertar o Parasita quando o grupo enfrentou Nuclear e também responsável por enviar o Esquadrão para libertar Zoya Trigorin sem autorização e sem saber que ela não queria ser libertada. Flag exige uma missão para resgatar Nêmesis, mas Amanda nega. O Mosqueteiro se une ao grupo e briga com Flag por causa de Karin Grace. Tigre de Bronze e June Moon, alter-ego de Magia, visitam Madame Xanadú em busca de um meio para June poder controlar a bruxa. A Dra. Herrs perde o controle durante uma sessão de psicoterapia com o Pistoleiro e esbofeteia seu rosto, então eles se beijam e ele deixa a sala. O Capitão Bumerangue, que mora fora de Belle Reve e fora advertido por Waller de que voltaria para a prisão se fosse pêgo aprontando, inicia uma onda de crimes vestindo o uniforme do falecido Mestre dos Espelhos.

### Missão 7
Milênio: Um Guardião do Universo e uma Zamoriana chegam à Terra e convocam diversos heróis para tomarem conhecimento de que dez humanos serão escolhidos para se tornarem os primeiros no seguinte passo evolucionário. Para destruir os planos dos alienígenas, ressurgem os Caçadores Cósmicos, andróides construídos pelos próprios Guardiões e que se infiltraram na Terra, muitos deles próximos aos heróis.
Em Millenium #3, Amanda Waller conversa com o General Eiling, do projeto Capitão Átomo, sobre ficarem a postos para a crise.
Em Millenium #4, John Economos envia o Esquadrão (formado pelo Coronel Flag, Tigre de Bronze, Pistoleiro, Capitão Bumerangue, Mosqueteiro, Amarra e Karin Grace) aos pântanos próximos à Belle Reve para destruir uma base dos Caçadores descoberta nos arredores. Nesta mesma edição, Batman visita a prisão em busca de Mark Shaw, o Mosqueteiro, que um dia já foi um dos Caçadores Cósmicos. Como o Mosqueteiro está fora em missão, Economos mente ao Batman dizendo que Shaw fora libertado duas semanas antes. Para os pântanos da Louisiana, então, rumam: Batman, Esquadrão Suicida, Capitão Átomo e O Espectro.
Suicide Squad #9: O Esquadrão encontra o Capitão Átomo enquanto Amanda Waller retorna a Belle reve. O Esquadrão enfrenta os Caçadores enquanto o Capitão Átomo enfrenta Nuclear, que está dos lado dos andróides. Tigre de Bronze é ferido e o Capitão Bumerangue engana Amarra para que este tente fugir. Ao tentar, Amarra tem seu braço decepado pelo bracelete que os vilões da equipe usam e que explodem se afastam-se demais do líder do grupo. Ele é encontrado por uma mulher que mais tarde será chamada de Duquesa. Karin Grace revela-se uma agente dos Caçadores e trai o grupo. Quando se arrepende, resolve sacrificar-se para concluir a missão. A Dra. Grace entra na base dos andróides com uma bomba enquanto o resto do Esquadrão bate em retirada. Karin morre, a base dos Caçadores é destruída e começaa nevar no pântano.
Em Detective Comics #582, ainda vemos um encontro entre Batman e a Dra. Grace, momentos antes de seu sacrifício mostrado na edição do Esquadrão Suicida.

### Missão 8
Suicide Squad #10: Disfarçado como Fósforos Malone, Batman invade Belle Reve para descobrir o que está acontecendo lá dentro. Tomando conhecimento da existência do Esquadrão, ele tem que enfrentar os guardas da prisão, Duquesa, Pistoleiro e o Coronel Flag antes de se deparar com Amanda Waller. Ameaçando expor a equipe, Batman é chantageado por Waller, que promete revelar a identidade secreta do homem morcego já que ele esteve numa cela sem luvas disfarçado de Malone e com certeza deixou lá suas digitais. Batman vai embora da prisão. Esta edição também nos apresenta a J. Daniel Murphy, chefe dos guardas da prisão, e ao padre Richard Craemer, que ministra na capela da prisão.

### Missão 9
Suicide Squad/Doom Patrol Special #1: Rapina, ex-titã, é capturado na Nicarágua e o presidente envia o Esquadrão (formado pelo Coronel Flag, Senhor 104, Psi, Pensador e Doninha) para resgatá-lo. Outra facção do governo, disposta a prejudicar a admiração que o presidente demonstra por Amanda Waller, envia a Patrulha do Destino para derrotar o Esquadrão e resgatar Rapina. As duas equipes se enfrentam e Doninha mata o Pensador. Flag fica com o capacete que era usado pelo vilão. A batalha é interrompida pela Brigada dos Sovietes Supremos, que acaba tendo que enfrentar os dois grupos. Psi e Senhor 104 morrem na luta e Rick Flag, dominado pelo capacete do Pensador, mata Doninha. Rapina é resgatado pelo herói russo Stalnoivolk. Após se livrar do capacete do Pensador, Flag e a Patrulha, já com Rapina, fogem da Nicarágua.

### Missão 10
Suicide Squad #11: Víxen, ex-membro da Liga da Justiça, é a única sobrevivente de um massacre promovido por um cartel de drogas. Ao entrar em contato com os órgãos de combate às drogas, é enviada juntamente com Ricardito, ex-titã, para Belle Reve. A missão do Esquadrão (formado por Sombra da Noite, Orquídea Negra, Magia, Víxen, Ricardito, Capitão Bumerangue e Briscoe) é invadir a fortaleza de Xavier Cujo, um dos líderes do Cartel de Medellin e responsável pelo massacre do qual Víxen sobreviveu, destruir toda a droga que houver no local e matar Cujo. Bumerangue, que nas horas vagas continua aprontando como Mestre dos Espelhos, se faz passar por um traficante de drogas para entrar na fortaleza de Cujo. Víxen e Orquídea o acompanham. O restante do grupo acaba sendo descoberto pelo Cartel e tem que atacar a fortaleza antes do momento combinado. Também nesta edição vemos Derek Tolliver revelando a existência do Esquadrão ao senador Joe Cray, político corrupto que perderá a reeleição se não encontrar uma maneira de mudar essa situação.
Suicide Squad #12: Sheba, pilotado por Briscoe, ataca a fortaleza de Cujo e o Esquadrão invade. Capitão Bumerangue, Víxen e Orquídea Negra são ameaçados pelo traficante e seu exército, que não são páreo para o trio. Magia se recusa a receber ordens e Sombra da Noite tem que derrotá-la para fazer a bruxa obedecer. Contrariada, Magia transforma toneladas de cocaína em sal de frutas e volta a ser June Moon. Víxen mata Cujo e a equipe foge num Sheba avariado. Ricardito usa uma de suas flechas explosiva para destruir de vez a fortaleza. Ao final da missão, Víxen decide permanecer com o Esquadrão.

### Missão 11
Justice League International #13: Numa prisão da União Soviética, Nêmesis é informado de que será executado em um mês. Quando a notícia é divulgada mundialmente, Batman decide investigar por não saber que Nêmesis era membro do Esquadrão. O restante da Liga parece não aprovar esta decisão. Em Belle Reve, Flag e Sombra da Noite decidem partir numa missão para libertar seu amigo, mesmo sem a aprovação de Waller. Quando o presidente fica sabendo que o Esquadrão (formado por Flag, Sombra da Noite, Tigre de Bronze, Víxen, Duquesa, Pistoleiro, Capitão Bumerangue e Dardo) partiu para União Soviética, ele envia a Liga da Justiça para detê-lo. Amanda visita Maxwell Lord, que está hospitalizado, para discutir uma solução favorável às duas equipes. O governo soviético envia a Brigada dos Sovietes Supremos, Estrela Vermelha e os Heróis do Povo para a prisão onde a Liga da Justiça Internacional encontra o Esquadrão Suicida.
Suicide Squad #13: A Liga e o Esquadrão se enfrentam: Batman enfrenta Rick Flag, Lanterna Verde enfrenta Capitão Bumerangue, Senhor Milagre enfrenta Pistoleiro, Canário Negro enfrenta Tigre de Bronze, Gladiador Dourado enfrenta Dardo e Besouro Azul enfrenta Duquesa. Capitão Átomo e Sombra da Noite fingem lutar pois ambos pertencem a agências secretas governamentais e precisam manter o disfarce. O Caçador de Marte conversa com Víxen, já que ele a conhece dos tempos dela na Liga. O Soviete Supremo conversa com Nêmesis em sua cela. Os dois grupos terminam se unindo. Sombra da Noite tira o Esquadrão do local antes que os heróis soviéticos cheguem e a Liga leva Nêmesis para sua embaixada com o intuito de deixá-lo escapar quando a poeira baixar.

### Missão 12
Suicide Squad #14: O presidente chama Amanda Waller à Washington para um encontro com o senador Cray e Derek Tolliver. Ameaçados de serem expostos, o Esquadrão é subornado à promover a reeleição de Cray. Waller é encurralada e tem que colaborar ou será substituída. De volta à Belle Reve, Amanda se recusa a comentar sobre o ocorrido ou mesmo sobre a missão de resgate de Nêmesis, que é mostrado nesta edição deixando a embaixada russa da LJI. Pistoleiro prossegue suas sessões de psicoterapia com a Dra. Marnie Herrs. O Esquadrão se prepara para a missão de Sombra da Noite: Salvar seu irmão preso no inferno. O Capitão Bumerangue se recusa a participar e Tigra de Bronze o embebeda para arrastá-lo. Sombra da Noite leva a equipe (composta por Tigre de Bronze, Víxen, Duquesa, Capitão Bumerangue, Pistoleiro,Magia e Sombra da Noite)ao inferno onde são atacados por Dhazmor, o sujeito que deu a June Moon o poder de se transformar em Magia. Ele é destruído e o Esquadrão é capturado pelo irmão de Eve, a Sombra da Noite.
Suicide Squad #15: É revelado que o irmão Eve foi possuído por um Íncubo. June se torna Magia e o enfrenta apenas para voltar a ser June Moon e perder seus poderes, que na verdade eram originários da manifestação de uma entidade Súcubo que deveria estar com Sombra da Noite. Duquesa se solta e liberta o resto do grupo enquanto enfrenta um cão gigante de três cabeças. Víxen tem seu lado animal dominado e enfrenta Tigre de Bronze. O Íncubo passa a entidade Súcubo para sua irmã e é assassinado pelo Pistoleiro. A equipe é sugada por um vórtice.

### Missão 13
Suicide Squad #16: O Esquadrão vai parar na Zona Zero, onde encontram Shade, o mutante, e conseguem voltar à Terra com a união de seus poderes com os de Sombra da Noite, que está em coma. Enquanto Amanda Waller se preocupa com a chantagem de Cray e Tolliver, o Esquadrão retorna com Shade, que explica sobre Meta, seu lar, e Dr. ZZ, um metano que planeja invadir a Terra. O Esquadrão (formado pelo Coronel Flag, Tigre de Bronze, Víxen, Duquesa, Pistoleiro, Capitão Bumerangue, Capitão Frio e Rac Shade) é enviado para deter os invasores de Meta.

### Missão 14
Suicide Squad #17: Nova York é atacada pelo Jihad: Rustam, Manticore, Ravan (que voltou a andar com o auxílio de um exoesqueleto), Jaculi (agora uma mulher), Badb, Agni e Ifrit (uma versão de Djinn com a aparência e as memórias de Verme Mental. Waller não quer envolver o Esquadrão, mas Flag resolve deter o grupo de terroristas e obriga o Capitão Frio a participar da missão. Amanda pede à Harry Stein, rei do Xeque-Mate, para vasculhar as vidas de Cray e Tolliver a fim de descobrir algo que possa ser usado contra eles. Sombra da Noite sai do coma e resolve ir para Nova York se juntar ao resto do grupo.
Suicide Squad #18: Capitão Bumerangue enfrenta Ifrit, que recorda-se dele tê-la deixado, como Verme Mental, ser assassinada. Flag enfrenta Rustam, ambos caem no rio e Rustam desaparece. Víxen é dominada por Badb, mas Sombra da Noite chega em tempo de nocautear a dominadora que não passa de uma menina. Shade é atacado por uma população também dominada mentalmente por aparelhos eletrônicos e seu traje metano provoca um curto-circuito que libera os atacantes. Duquesa e Manticore se enfrentam no túnel Lincoln, que é inundado, e ela o mata arrancando sua cauda e espancando-o com ela. Tigre de Bronze impede Ravan de matar o prefeito de Nova York, captura-o e o convence a se juntar ao Esquadrão. Pistoleiro mata Jaculi. Capitão Frio coloca Agni num bloco de gelo. E o Coronel Flag salva o Bumerangue de Ifrit ao desligar seu dispositivo.

### Pausa entre missões 2
Amanda Waller conversa sozinha com um Derek Tolliver imaginário e tem que resolver uma briga doméstica entre sua filha Sareeta e seu genro R.J.

### Missão pessoal do Pistoleiro - Parte 1
Deadshot #1: Para matar El Jefe, um chefão do crime, e seu bando, o Pistoleiro tem que se infiltrar e eliminar todo mundo. Seu apoio consta de Rick Flag, Sargento Steel e Orquídea Negra. Marnie Herrs avalia tudo que já conseguiu sobre Floyd Lawton, o Pistoleiro, e, quando o Dr. LaGrieve decide afastá-la por estar emocionalmente envolvida demais, ela sai de férias imediatamente. Lawton encontra El Jefe em um avião em pleno voo e decide eliminá-lo ali mesmo, matando todos na aeronave e saltando sem paraquedas, mas ele é salvo pela Orquídea. De volta a Belle Reve, Floyd recebe uma carta de sua ex-mulher e parte da prisão em licença.

### Pausa entre missões 3
Suicide Squad #19: Nêmesis volta para Belle Reve. Shade ajuda Dr. LaGrieve e a Profª. Callendar na tentativa de reprogramar Ifrit. Briscoe briga com Sekofsky, chefe da manutenção, por não querer que o mecânico toque em Sheba. Sombra da Noite conversa com o padre Craemer sobre a perda de seu irmão. Amanda Waller mostra para Duquesa as gravações do ataque das Fúrias Femininas à prisão, mas ela nega ser Lashina. O Capitão Bumerangue continua efetuando assaltos como Mestre dos Espelhos. Dr. Luz ameaça expor o Esquadrão se não for aceito no grupo e Waller ameaça matá-lo se ele abrir a boca. Tolliver visita Amanda, Flag ouve a conversa entre os dois e ameaça Derek com uma arma. Waller aponta outra arma para Flag e depois para Tolliver para poder ficar sozinha. Harry Stein, do Xeque-Mate, liga para Amanda e lhe dá informações sobre Derek e o senador Cray.

### Missão pessoal do Pistoleiro - Parte 2
Deadshot #2: Floyd Lawton visita sua ex-esposa e descobre que seu filho foi sequestrado por antigos inimigos seus. A Dra. Marnie Herrs visita o pai de Floyd, mas não é bem recebida pelo velho, porém descobre com o xerife da cidade que a mãe do Pistoleiro, separada do marido, ainda está viva e não mora longe. Floyd vai atrás de Schale para recuperar seu filho e descobre que terá de terminar um trabalho iniciado há vinte anos para ter o garoto de volta. O Pistoleiro atira nas duas mãos de Schale e vai atrás de seu secretário, que acaba entregando a localização dos sequestradores antes de desmaiar. Avisados por Schale, o cativeiro é abandonado enquanto um atirador conhecido por Pantha fica à espera de Lawton.

### Missão 15
Suicide Squad Annual #1: A edição inicia mostrando o fim da Sociedade da Justiça da América na década de 1950 e a criação da Força Tarefa X com sua divisão militar, o Esquadrão Suicida original sob o comando do general J. E. B. Stuart, e a divisão civil, o Argent chefiado pelo Controle. Vemos a morte do presidente Kennedy e o início de uma conspiração para acobertar os verdadeiros assassinos. No presente, a neta do Controle, por intermédio de Mark Shaw (agora o herói chamado Caçador), informa ao Esquadrão que o Argent planeja eliminá-lo. Para acabar com o Argent e eliminar o Controle são enviados o Coronel Flag, Sombra da Noite, Víxen, Tigre de Bronze, Shade, Capitão Bumerangue, Duquesa e Caçador. Na verdade, o Controle está morto há, pelo menos, cinco anos e sua neta é a verdadeira líder do Argent que acabou enviando o Esquadrão contra agentes do Kobra com o objetivo de que os dois grupos se destruíssem e ela pudesse eliminar dois inimigos de uma só vez. O Esquadrão desmascara toda a trama enquanto Amanda Waller escapa da morte com uma pequena ajuda de Nêmesis, que havia tomado seu lugar.

### Missão 16
Suicide Squad #20: O Caçador captura o Mestre dos Espelhos, na verdade o Capitão Bumerangue disfarçado, e ele é obrigado a participar do Esquadrão, que tem como missão destruir o Loa, um grupo de Nova Orleans que combina crime organizado com vodu. O Capitão Bumerangue finge ter quebrado o braço para escapar da missão e poder agir como Mestre dos Espelhos, mas Waller não o libera obrigando-o a ficar trocando de traje e agindo como os dois vilões durante a missão. O Esquadrão (formado pelo Coronel Flag, Sombra da Noite, Víxen, Nêmesis, Duquesa, Capitão Bumerangue e Mestre dos Espelhos) invade um cemitério durante a noite e os membros da equipe começam a ser transformados em zumbis por Bocor, membro do Loa. O último membro do Esquadrão é o Bumerangue, que está com metade de seu uniforme e metade do uniforme do Mestre dos Espelhos quando é cercado pelo exército de mortos-vivos. Tentando escapar, tropeça e cai. Surge Amanda Waller para revelar que tudo não passou de uma armação para expor sua dupla identidade. Bocor era, na verdade, o Tigre de Bronze, e toda a missão fajuta fora uma ideia que Waller teve num sonho. Ao final da edição descobrimos que o Loa existe realmente, comandado por Dambalah e Bocor, e incutiu o sonho na mente de Amanda para desacreditar a existência do grupo vodu e evitar um combate com o Esquadrão. Harkness, o Capitão Bumerangue, volta para a prisão.

### Missão pessoal do Pistoleiro - Parte 3
Deadshot #3: A Dra Marnie Herrs não consegue falar com a Sra. Lawton, mas o mordomo da família lhe revela que ela é, provavelmente, a responsável pela invalidez do marido, que é paraplégico. Marnie decide que vai falar com a mãe de Floyd de qualquer jeito. O Pistoleiro mata Pantha e vai atrás dos sequestradores, matando-os também, para descobrir que seu filho está com um rapaz chamado Wes que é molestador de crianças. Quando se encontram, já é tarde. O garoto está morto e Floyd atira nas pernas e nos braços de Wes antes de acertá-lo na cabeça. Enfurecido, o Pistoleiro tira a máscara e grita como se falasse com sua mãe. Ele está voltando para casa. Sua mãe é a responsável pelo sequestro.

### Missão 17
Suicide Squad #21: Em Washington, Derek Tolliver ordena que Amanda Waller mande matar o adversário político do senador Cray. Amanda lhe mostra as provas que o Xeque-Mate lhe entregou contra ele. Eve Eden, a Sombra da Noite, conversa com Rick Flag sobre seu comportamento desde a morte de Karin Grace, mas ele lhe dá as costas dizendo que está partindo numa missão individual. June Moon, numa tentativa de recuperar os poderes de Magia, atira em Eve e recebe três tiros de Murph, o chefe da segurança. Amanda, de volta a Belle Reve, recebe uma torta na cara e, enfurecida, manda chamar o Capitão Bumerangue, que também leva uma tortada. June entra em crise de abstinência enquanto Eve prepara-se para ser operada pela nova médica da equipe, Dra. Mary White, irmã de Amanda. Antes da cirurgia, Sombra da Noite questiona Waller sobre Flag estar instável para seguir numa missão individual. Sem saber de nada, Amanda descobre que ele partiu sem autorização. Em Washington, Tolliver decide que a única maneira de impedir que Amanda use as provas que tem contra ele é matando o senador Cray. Porém, sem saber do acordo entre ele e Waller, Flag surge em seu escrritótio e mata Tolliver sem perceber que há um press-release em sua mesa pronto para ser entregue à imprensa revelando a existência do Esquadrão.

### Missão pessoal do Pistoleiro - Parte 4
Deadshot #4: Marnie Herrs consegue falar com a Sra. Lawton. O Pistoleiro mata Schale e seu assistente e vai atrás de sua mãe, encontrando-a em companhia de Marnie. Floyd revela a verdadeira história da família revela a verdadeira história da família Lawton: a Sra. Lawton convenceu seu filho Eddie mais velho a matar o pai. Floyd impediu o assassinato matando o irmão, mas seu pai ficou paralítico. Agora ela mandou sequestrar o neto para forçar o filho a terminar o que seu irmão não conseguiu. O Pistoleiro atira em sua própria mãe para deixá-la paralítica e vai embora enquanto Marnie elabora com a Sra. Lawton uma história para encobrir tudo. De volta a Belle Reve, Lawton tem sua última seção de psicoterapia com a Dra. Herrs, onde ele diz para ela que é o que é e que não há esperança de que mude.

### Missão 18
Suicide Squad #22: Amanda revela ao Esquadrão (formado por Tigre de Bronze, Víxen, Nêmesis, Orquídea Negra, Shade, Briscoe, Duquesa, Capitão Bumerangue e Pistoleiro) toda a chantagem de Tolliver e Cray e envia a equipe para Washington com a missão de impedir que Flag mate os dois, custe o que custar. O Dr. LaGrieve questiona a decisão de mandar Lawton neste caso. O Corpo de Tolliver é encontrado e o press-release é enviado para a imprensa. O Esquadrão se separa para encontrar Flag e o Pistoleiro acaba encontrando-o no Monumento à Lincoln prestes a matar Cray. Para impedir que o coronel o mate, é Floyd quem dá cabo do senador. Rick foge enquanto Lawton espera pela polícia para recebê-la à balas. O Pistoleiro recebe uma saraivada de tiros, mas sobrevive. Amanda visita-o no hospital (Flag está desaparecido) e em seguida ruma para Washington para participar de um conselho de guerra sobre a invasão alienígena que se iniciou na Austrália. A Invasão acabou ofuscando as notícias sobre o Esquadrão e Amanda pretende tirar o máximo proveito da situação para melhorar a imagem do grupo. Porém, uma vez que a fachada caiu, o Esquadrão Suicida jamais será o mesmo.

### Missão 19
Invasion #1: Nove raças alienígenas se unem para invadir a Terra e, de início, a Austrália é dominada. Amanda Waller recebe uma ligação de Maxwell Lord com ordens do presidente para que o Esquadrão fique mobilizado.
Invasion #2: Os heróis investem contra os invasores em diversos pontos do mundo até que são organizados sob o comando do Capitão Átomo com o auxílio do General Eiling, Amanda Waller e Maxwell Lord. Os vilões recrutados para lutar ficam dentro do Esquadrão Suicida de Amanda. Nesta edição vemos uma equipe comandada por Nêmesis (com o Capitão Bumerangue, Orquídea Negra, Duquesa, Sombra da Noite e outros vilões) enfrentando khúndios na Austrália e vemos Tigre de Bronze e Shade ao lado dos Novos Guardiões e da Brigada dos Sovietes Supremos enfrentando okaaranos em Moscou.
Suicide Squad #23: Em sua imaginação, Amanda Waller discute com Rick Flag, Pistoleiro e Nêmesis sobre os últimos acontecimentos enquanto o Tigre de Bronze apresenta o relatório da Invasão para Economos. Assim, em flashback, vemos ele, Víxen e Duquesa enfrentar thanagarianos em Moscou com os Novos Guardiões, a Brigada dos Sovietes Supremos, Soyuz e Stalnoivolk. Flo desabafa com o computador que surpreendentemente responde, e identifica-se como Oráculo. O Dr. LaGrieve e a Dra. Herrs discutem o perfil psicológico de possíveis novos membros do Esquadrão e decidem pedir demissão. Sombra da Noite, ainda recuperando-se dos ferimentos causados por June Moon, recebe a visita de Nêmesis e vemos, em flashback, sua passagem com o Capitão Bumerangue pela Austrália após vencerem os khúndios. Após animar Eve, Nêmesis leva uma tortada na cara no momento em que tudo escurece. É a detonação da bomba genética alienígena.

### Missão 20
Invasion #3: A bomba genética faz com que os poderes de todos os meta-humanos da Terra se descontrolem. Em Belle Reve, vemos uma Sombra da Noite descontrolada quase matando o Conde Vertigo enquanto Eléktron visita a prisão para deixar um prisioneiro, Cronos. Waller, Capitão Bumerangue, Nêmesis, Murph e Eléktron têm que lidar com a situação. Amanda visita os meta-humanos adoecidos e depois se une a Lord para enviar alguns heróis não-metas para uma missão no espaço. Esse grupo finalmente vence a Invasão Alienígena.

### Missão 21
Suicide Squad #24: Enquanto Amanda Waller é julgada pelas ações do Esquadrão, Nêmesis deixa o grupo sob ameaças da própria Amanda e uma equipe (formada pelo Tigre de Bronze, Víxen, Sombra da Noite, Shade, Duquesa, Doutor Luz, Ravan, Briscoe, Capitão Bumerangue, Conde Vertigo, Picanço, Pierrô, Colombina e o padre Craemer) é enviada ao país de Ogaden para resgatar a irmã Agnes Martinon, uma freira capturada pelos Renamo, a família que governa o país. Dr. LaGrieve informa Waller que está deixando Belle Reve para ir trabalhar no Instituto para Estudos Meta-Humanos. Flo tenta enfrentar Oráculo colocando um vírus no computador. A equipe em campo descobre que a freira sumiu e que provavelmente terá de enfrentar o próprio governo de Ogaden.
Suicide Squad #25: A irmã Agnes é resgatada pelo Esquadrão, mas Picanço morre na missão. Amanda Waller é questionada sobre a Força Tarefa X e comete perjúrio ao ocultar a existência do Xeque-Mate. Ela é afastada da liderança e J. Danfield Kale é escalado como novo líder do Esquadrão. Mas a equipe tem uma surpresa ao descobrir que Kale não passa de um ator chamado Jack Kovacs que se passará por líder perante o público enquanto Amanda continua no poder. Tudo graças a uma chantagem feita por Waller contra o senador Eden, pai de Sombra da Noite, ameaçando revelar ao público a participação de Eve na equipe. Ao saber de tudo, Sombra da Noite ameaça deixar o grupo. Waller afirma que se alguém se demitir, morre.

## Edições coletadas

### Era de Prata
| Título                                         | Material coletado                                                                                    | Ano  | ISBN                   |
| ---------------------------------------------- | --- | ---- | ---------------------- |
| Suicide Squad: The Silver Age Omnibus Volume 1 | Brave and the Bold #25-27, #37-39, Star Spangled War Stories #110-111, #116-121, #125, #127 and #128 | 2016 | ISBN 978-1-4012-6343-0 |

### Pós-Crise

#### Volume 1
| Título                           | Material coletado                                                                           | Ano  | ISBN                |
| -------------------------------- | ------------------------------------------------------------------------------------------- | ---- | ------------------- |
| Volume 1: Trial By Fire          | Suicide Squad #1-8, Secret Origins #14                                                      | 2015 | ISBN 978-1401258313 |
| Volume 2: The Nightshade Odyssey | Suicide Squad #9-16, Justice League International #13, Doom Patrol/Suicide Squad Special #1 | 2015 | ISBN 978-1401258337 |
| Volume 3: Rogues                 | Suicide Squad #17-25, Annual #1                                                             | 2016 | ISBN 978-1401260910 |
| Volume 4: The Janus Directive    | Suicide Squad #26-30, Checkmate! #15-18, Manhunter #14 Firestorm #86, Captain Atom #30      | 2016 | ISBN 978-1401262617 |
| Volume 5: Apokolips Now          | Suicide Squad #31-39                                                                        | 2016 | ISBN 978-1401265427 |
| Volume 6: The Phoenix Gambit     | Suicide Squad #40-49                                                                        | 2017 | ISBN 978-1401269043 |
| Volume 7: The Dragon's Hoard     | Suicide Squad #50-58                                                                        | 2017 | ISBN 978-1401274573 |

#### Volume 1 Spin-Offs
| Título                | Material coletado                              | Ano  | ISBN                |
| --------------------- | ---------------------------------------------- | ---- | ------------------- |
| Deadshot: Beginnings  | Deadshot #1-4, Detective Comics #474, #518     | 2013 | ISBN 978-1401242985 |
| Deadshot: Bulletproof | Deadshot #1-5, Legends of the Dark Knight #214 | 2015 | ISBN 978-1401255190 |

#### Volume 3
| Título                         | Material coletado                  | Ano  | ISBN                |
| ------------------------------ | ---------------------------------- | ---- | ------------------- |
| Suicide Squad - From The Ashes | Suicide Squad: From The Ashes #1-8 | 2008 | ISBN 978-1401218669 |

### Novos 52

#### Volume 4
| Título                | Material coletado                                                           | Ano  | ISBN               |
| --------------------- | --------------------------------------------------------------------------- | ---- | ------------------ |
| Kicked in the Teeth   | Suicide Squad #1-7                                                          | 2012 | ISBN 1-4012-3544-1 |
| Basilisk Rising       | Suicide Squad #0, #8-13, Resurrection Man #9                                | 2013 | ISBN 1-4012-3844-0 |
| Death is for Suckers  | Suicide Squad #14-19                                                        | 2013 | ISBN 1-4012-4316-9 |
| Discipline and Punish | Suicide Squad #20-23, Detective Comics #23.2, Justice League of America 7.1 | 2014 | ISBN 1-4012-4701-6 |
| Walled In             | Suicide Squad #24-30                                                        | 2014 | ISBN 1-4012-5012-2 |

#### New Suicide Squad
| Título        | Material coletado                  | Ano  | ISBN                |
| ------------- | ---------------------------------- | ---- | ------------------- |
| Pure Insanity | New Suicide Squad #1-8             | 2015 | ISBN 978-1401252380 |
| Monsters      | New Suicide Squad #9-12, Annual #1 | 2016 | ISBN 978-1401261528 |
| Freedom       | New Suicide Squad #13-16           | 2016 | ISBN 978-1401262648 |
| Kill Anything | New Suicide Squad #17-22           | 2016 | ISBN 978-1401270001 |

#### Suicide Squad Most Wanted
A minissérie Most Wanted destaca os membros individuais do Esquadrão Suicida.
| Título                               | Material coletado                                                                 | Ano  | ISBN                |
| ------------------------------------ | --------------------------------------------------------------------------------- | ---- | ------------------- |
| Suicide Squad Most Wanted: Deadshot  | As partes do Pistoleiro de Suicide Squad Most Wanted: Deadshot and Katana #1-6    | 2016 | ISBN 978-1401263805 |
| Suicide Squad Most Wanted: Katana    | As partes da Katana de Suicide Squad Most Wanted: Deadshot and Katana #1-6        | 2016 | ISBN 978-1401264642 |
| Suicide Squad Most Wanted: El Diablo | As partes do El Diablo de Suicide Squad Most Wanted: El Diablo and Boomerang #1-6 | 2017 | 978-1401268657      |

### Rebirth

#### Volume 5
| Título                 | Material coletado                                                              | Ano  | ISBN                |
| ---------------------- | ------------------------------------------------------------------------------ | ---- | ------------------- |
| The Black Vault        | Suicide Squad: Rebirth #1, Suicide Squad #1-4                                  | 2017 | ISBN 978-1401269814 |
| Going Sane             | Suicide Squad #5-8, Arlequina e o Esquadrão Suicida Especial #1 de 1º de Abril | 2017 | ISBN 978-1401270971 |
| Burning Down the House | Suicide Squad #11-15, Suicide Squad: War Crimes Special #1                     | 2017 | ISBN 978-1401274221 |
| Earthlings on Fire     | Suicide Squad #16-20                                                           | 2017 | ISBN 978-1401275396 |

## Em outras mídias

### Televisão

#### DC Animated Universe
- O Esquadrão Suicida aparece na série animada Justice League Unlimited.[2] O grupo é mencionada primeiramente em "Ultimatum" onde Amanda Waller conta a Maxwell Lord para achar Ultimen antes que ela chame o "Esquadrão". No episódio "Task Force X". O comandante de campo Rick Flag Jr. recruta Capitão Bumerangue, Pistoleiro, Plastique, e Rei Relógio para uma missão de se apropriar do autômato Annihilator da Torre de Vigilância da Liga da Justiça em nome do Projeto Cadmus. A equipe ataca a Torre de Vigilância durante o seu ponto mais fraco quando há um número mínimo de super-heróis de plantão. Eles derrotam o Esmaga-Átomo, Vigilante e o Cavaleiro Andante com facilidade, só enfrentando problemas quando eles encontram o Caçador de Marte e o Capitão Átomo. A equipe é bem sucedida, mas Plastique é gravemente ferida no processo. De acordo com os produtores da série, este episódio resultou da constatação de que a organização do Projeto Cadmus precisava de uma vitória sólida para consolidar-se como uma ameaça credível.[carece de fontes?]

### Universo Arrow
Na San Diego Comic-Con de 2014, o ator David Ramsey revelou falou-se de um spin-off que se concentraria na versão de Arrow do Esquadrão Suicida. Entretanto, o co-produtor de Arrow e escritor de quadrinhos Keto Shimizu declarou em janeiro de 2015 que com o filme Suicide Squad em desenvolvimento, "não parece ser uma possibilidade." Em setembro de 2016, o produtor da série Greg Berlanti confirmou que a inclusão da equipe dentro do programa de TV foi usada para testar a recepção e o interesse do público antes do filme de David Ayer, no Universo Estendido da DC, sendo colocado em produção.

### Filmes
- O Esquadrão Suicida aparece em Batman: Assault on Arkham.
- O Esquadrão Suicida é citado na série Arrow quando o Tigre de Bronze é convidado a participar. E também possui um episódio dedicado a apresentar a equipe, que é o 16º da 2ª temporada.
- O Esquadrão Suicida possui um filme próprio de mesmo nome, dirigido por David Ayer. As filmagens aconteceram em Toronto, Canadá. E estreou em 5 de agosto de 2016. A equipe é formada por Arlequina (Margot Robbie), Deadshot (Will Smith), Capitão Bumerangue (Jai Courtney), El Diablo (Jay Hernandez), Crocodilo (Adewale Akinnuoye-Agbaje) e Amarra (Adam Beach)

### Jogos eletrônicos

#### Batman: Arkham
- Nos pós créditos de Batman: Arkham Origins, Amanda Waller recruta o Exterminador para o Esquadrão Suicida.[6] Neste mesmo jogo, se o jogador procurar o troféu de personagem da Arlequina, ela pode ser vista segurando um dossiê semelhante ao que Waller dá a Wilson.
- Diversas cenas em Batman: Arkham Origins Blackgate implicam a Amanda Waller e o Esquadrão Suicida na trama do motim da prisão do jogo. Waller e Rick Flag, Jr. são mostrados recrutando o Tigre de Bronze e o Pistoleiro na cena pós-créditos.[6]

- Em 2020, os desenvolvedores da série Batman: Arkham anunciaram que estavam desenvolvendo um novo jogo centrado na equipe, intitulado Suicide Squad: Kill the Justice League. O anúncio foi acompanhado por uma imagem teaser do logotipo do jogo no estilo de uma mira destinada a Superman. O jogo foi totalmente revelado durante o evento online DC FanDome em 22 de agosto de 2020 com uma data de lançamento prevista para 2022.[7][8]

#### Suicide Squad: Special Ops
O jogo oficial do filme Suicide Squad, em iOS e dispositivos Android, foi lançado em agosto de 2016 como parte da campanha de promoção de filmes.